# فنوکسی‌پروپازین
فنوکسی‌پروپازین (با نام تجاری Drazine) یک مهارکننده مونوآمین اکسیداز (MAOI) غیرقابل بازگشت و غیر انتخابی و از خانواده هیدرازین‌ها است. این دارو در سال ۱۹۶۱ به عنوان یک ضد افسردگی معرفی شد، اما بعدها به دلیل نگرانی از سمیت کبدی، کنار گذاشته شد.